# Bombus ruderatus
Bombus ruderatus es una especie de abejorro de lengua larga que se encuentra en Europa y algunas partes de África. Es el abejorro más grande de Europa. Usa su lengua larga para llegar al fondo de flores tubulares que no son accesibles a otras especies de abejorros. Por eso B. ruderatus se usa junto con otras especies de abejorros con fines comerciales en agricultura. Se los cría y han sido introducidos a otras regiones, como Chile y Nueva Zelanda, como polinizador de cosechas. Desde su introducción a Chile, B. ruderatus se ha difundido a Argentina también. Sus poblaciones en su región de origen están declinando; por eso se lo ha colocado en  Bioadversity Action Plan para tratar de contrarrestar su disminución.

## Descripción e identificación
El cuerpo de las reinas alcanza 22 mm de longitud, el de las obreras, 16 mm y el de los machos 15 mm. Tienen una cara y una lengua largas bien adaptadas para alimentarse de flores tubulares. El color básico del cuerpo es negro con dos bandas amarillas en el mesosoma (sección media del cuerpo de Hymenoptera) una en el escutelo y la otra en el pronoto, y una sola banda fina amarilla en el abdomen. Hay una banda negra en el tórax, entre las alas que separa las dos bandas amarillas.

## Taxonomía y filogenia
Bombus ruderatus pertenece al orden Hymenoptera y la familia Apidae. B. ruderatus es una de 239 especies de abejorros. Es parte del subgénero Megabombus, junto con Bombus hortorum. Las dos especies son muy similares y algunos taxónomos han sugerido que se trata de una sola especie. Estudios del ADN mitocondrial muestran una divergencia de 6,2% de la subunidad II de la citocromo c oxidasa y una divergencia de 9,2% del citocromo b. Estas divergencias son mayores que las presentes en otros pares de especies, confirmando que son dos especies diferentes.

## B. ruderatuscomo especie invasora
En los países donde esta especie ha sido introducida, se ha convertido en una especie invasora con potencial de causar serios daños a las especies nativas. B. ruderatus, junto con B. terrestris han causado un profundo impacto en la especie nativa de abejorro del sur de Sudamérica (sur de Chile y Argentina), Bombus dahlbomii.
Esto se ve cuando se comparan las tasas de visitas a flores de las dos especies. Desde la introducción de B. ruderatus, la frecuencia de visitas de  B. dahlbomii a ciertas plantas ha disminuido, mientras la de B. ruderatus ha aumentado. Es posible que la disminución de las poblaciones de B. dahlbomii se deba a la introducción del parásito de abejorros Apicystis bombi por B. terrestris. Esto y la competencia por recursos contribuyen a las pérdidas de B. dahlbomii. En general B. dahlbomii tiende a tener más éxito en áreas que no han sido colonizadas por B. ruderatus o por B. terrestris.

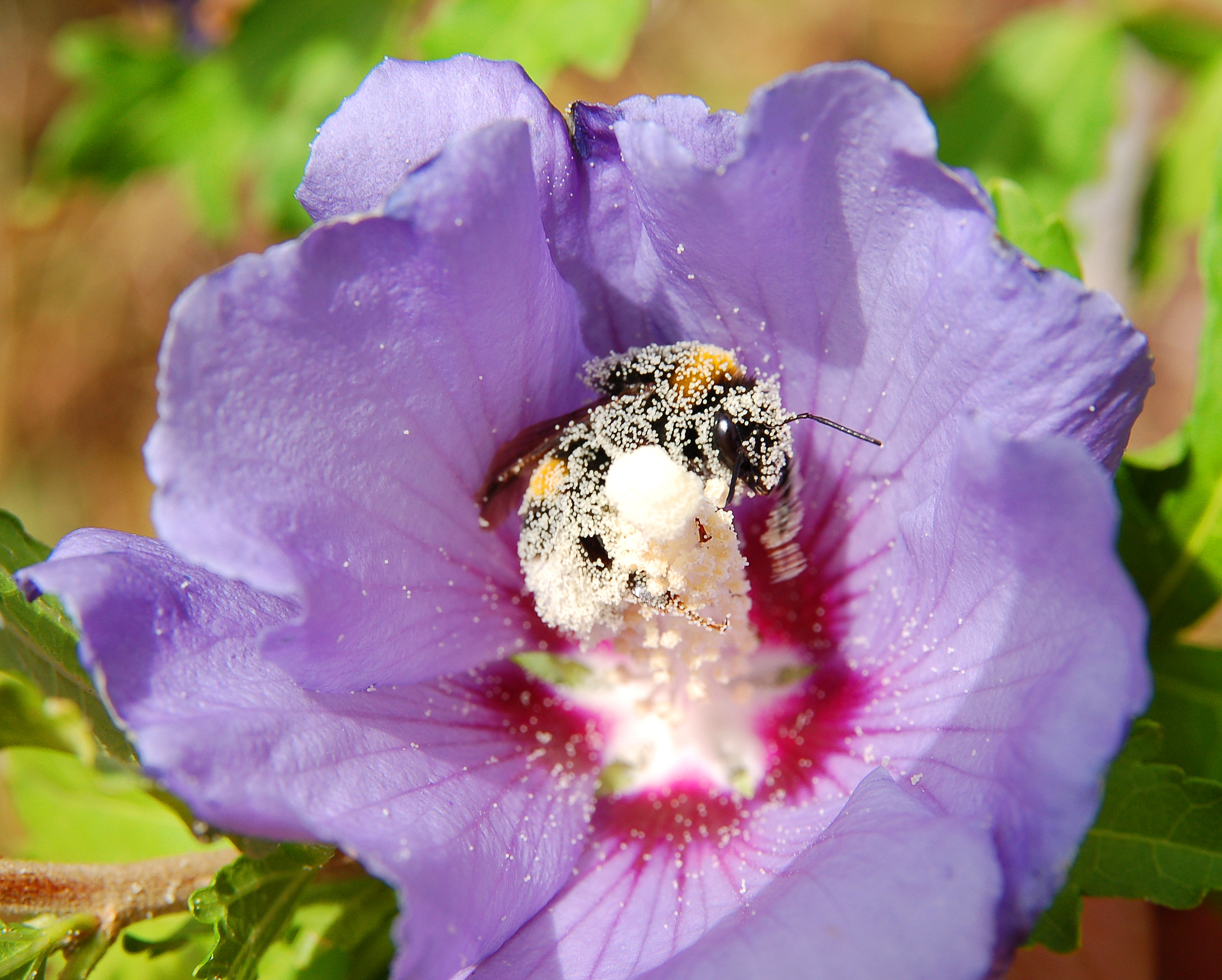
B. ruderatus en Hibiscus syriacus
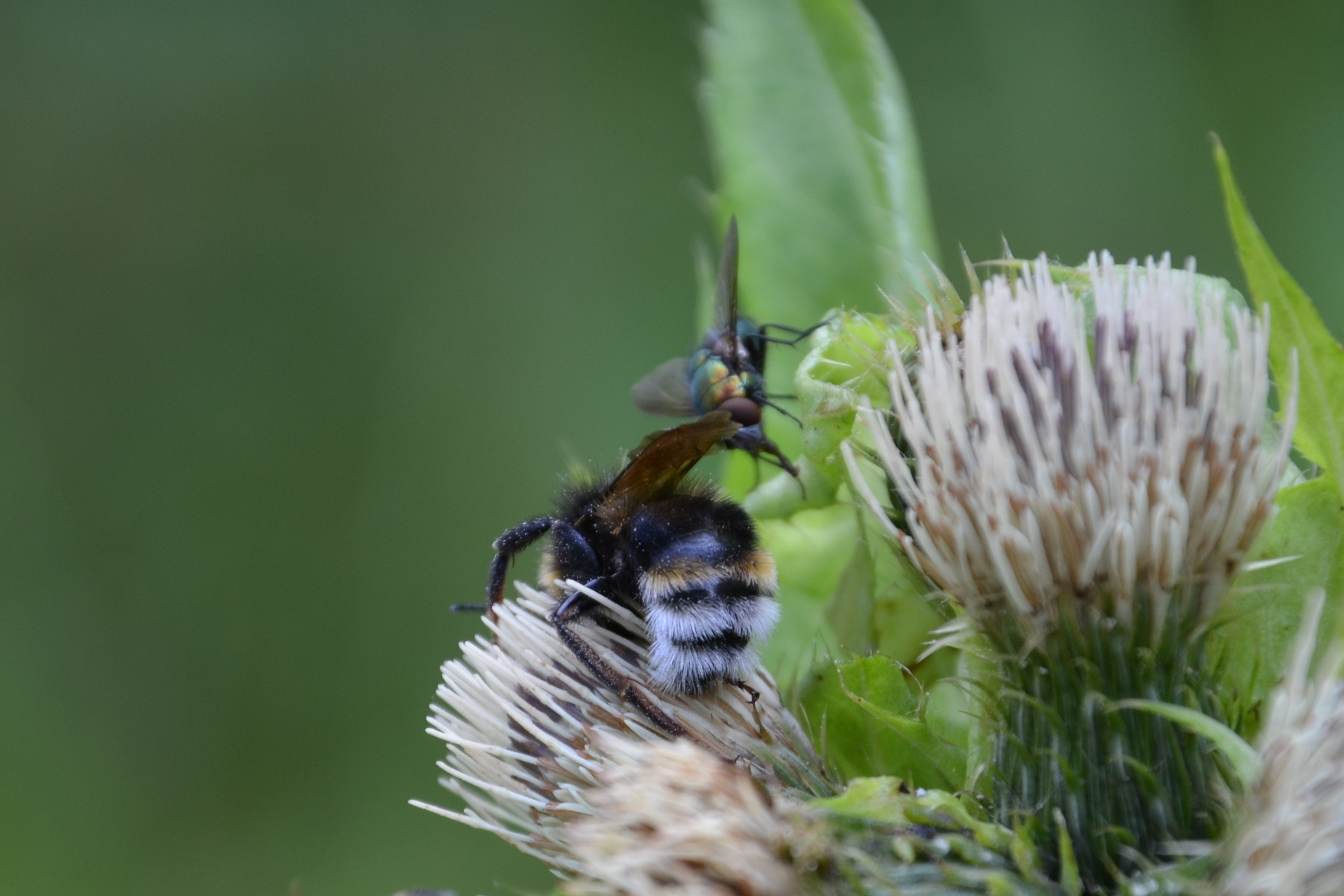
B. ruderatus